# Escudo de Paraíba
El escudo de Paraíba fue oficializado por el presidente de la Provincia de Paraiba, Castro Pinto (1912-1915). Se utiliza como timbre en los documentos oficiales. En cuanto a su dibujo, se ve que está formado por tres ángulos en la parte superior y uno en la parte inferior. Contiene estrellas, que representan la división administrativa del Estado. En lo alto, una estrella mayor, con cinco puntas y un círculo central, donde se ve un gorro frigio significando la libertad.
En el interior del escudo, hay dos paisajes: un hombre guiando el rebaño (desierto) y el sol naciente (litoral). Los elementos del mencionado escudo están sujetados por una planta de caña de azúcar a la izquierda, y a la derecha, una de algodón. Las dos imágenes están unidas por una cinta de gules en donde está inscrita la fecha de la fundación de Paraíba: 5 de agosto de 1585. La Banda gubernamental de Paraíba tiene el escudo en el frente.

## Escudos anteriores

### Colonia
En escudo redondo portugués de azur, seis pedazos de pan de azúcar de oro en alusión a la producción de caña de azúcar, principal actividad económica de la región en esa época.

Antiguo escudo de Paraíba en el período colonial
Escudo de Paraíba durante el período colonial (Brasil holandés)

- Datos: Q9664419